# Apolysis brachycera
Apolysis brachycera är en tvåvingeart som beskrevs av Hesse 1975. Apolysis brachycera ingår i släktet Apolysis och familjen svävflugor. Inga underarter finns listade i Catalogue of Life.